# Kimberley (Południowa Afryka)
Kimberley – miasto w Południowej Afryce, położone niedaleko zbiegu rzek Oranje i Vaal. Ośrodek administracyjny Prowincji Przylądkowej Północnej.
Kimberley założono w 1871. Wtedy też rozpoczęto wydobycie diamentów. Zakończono je w 1914, zaś po kopalni pozostała Wielka dziura o głębokości 214 m. W 1968 miasto liczyło 92,5 tys. mieszkańców. W 2006 otworzono muzeum kopalni – centrum dla zwiedzających.
Z Kimberley pochodzi Sarah Millin, południowoafrykańska pisarka i publicystka.
W mieście rozwinął się przemysł metalowy, cementowy, chemiczny, odzieżowy oraz spożywczy.